# 14833 Vilenius
14833 Vilenius è un asteroide della fascia principale. Scoperto nel 1987, presenta un'orbita caratterizzata da un semiasse maggiore pari a 2,2935256 UA e da un'eccentricità di 0,1791410, inclinata di 5,30256° rispetto all'eclittica.